# Glory Road (álbum)
Glory Road es el tercer álbum de la banda de rock Gillan. Alcanzó el puesto número 3 en las listas británicas, además de ser el único LP de la banda en llegar al Billboard 200. Es considerado por muchos fanáticos como el álbum más representavio del grupo.

## Grabación y Contenido
La versión estadounidense del álbum tenía un orden de canciones diferente e incluyó "Your Mother was Right" en lugar de "Sleeping on the Job". Mientras que en el Reino Unido se incluyó, en las primeras copias, un segundo LP de edición limitada llamado For Gillan Fans Only, y contenía material individual de los integrantes de la banda. Cuando Glory Road fue reeditado en CD en 1989, la mayoría de las canciones de For Gillan Fans Only se incluyeron como bonus tracks, omitiendo "Higher And Higher", "Egg Timer" (una parodia de "Vice Versa", de la banda Samson) y "Harry Lime Theme", hasta que en 2007 el sello Edsel remasteriza Glory Road en 2 CDs, con el material de ambos LP. Esta última edición también tiene comentarios retrospectivos del propio Ian y las ilustraciones originales, además de imágenes de diferentes sencillos, afiches y EPs editados por aquel entonces.
Ian Gillan regrabó "Unchain Your Brain" en Gillan's Inn de 2006. Existe otra versión de "Trying to Get to You", publicada en el álbum Cherkazoo and Other Stories.

## Canciones
- Todas las canciones escritas por Ian Gillan, Bernie Tormé y John McCoy, excepto las indicadas.

Glory Road LP
Cara-A
1. "Unchain Your Brain" – 3:11
2. "Are You Sure?" – 4:05
3. "Time And Again" – 5:05
4. "No Easy Way" – 6:34
5. "Sleeping on the Job" – 3:11 (Ian Gillan, Colin Towns)

Cara-B
1. "On The Rocks" – 6:39 (Gillan, Towns)
2. "If You Believe Me" – 7:33 (Ian Gillan, John McCoy, Bernie Tormé, Mick Underwood)
3. "Running, White Face, City Boy" – 3:11 (Colin Towns)
4. "Nervous" – 3:44 (Gillan, Towns)

For Gillan Fans Only LP
Cara-A
1. "Higher And Higher" – 3:42
2. "Your Mother was Right" – 7:23 (Gillan, Towns)
3. "Redwatch" – 3:42 (Bernie Tormé, Mick Underwood)
4. "Abbey of Thelema" – 6:06 (Gillan, Towns)
5. "Trying to Get to You" – 3:17 (Rose Marie McCoy, Charles Singleton)

Cara-B
1. "Come Tomorrow" 2:52 (John McCoy, Bernie Tormé)
2. "Dragon's Tongue" 5:32 (Towns)
3. "Post-Fade Brain Damage" 6:03
4. "Egg Timer" (Vice Versa) 7:11 (Paul Samson, Thunderstick, Chris Aylmer, Bruce Bruce)
5. "Harry Lime Theme" 9:27 (Karas)

## Reedición en CD
1. "Unchain Your Brain" – 3:11
2. "Are You Sure?" – 4:05
3. "Time And Again" – 5:05
4. "No Easy Way" – 6:34
5. "Sleeping on the Job" – 3:11
6. "On The Rocks" – 6:39
7. "If You Believe Me" – 7:33
8. "Running, White Face, City Boy" – 3:11
9. "Nervous" 3:44
10. "Your Mother was Right" – 7:23
11. "Redwatch" 3:42
12. "Abbey of Thelema" – 6:06
13. "Trying to Get to You" – 3:17
14. "Come Tomorrow" 2:52
15. "Dragon's Tongue" 5:32
16. "Post-Fade Brain Damage" – 6:03

## Créditos
- Ian Gillan – Voz, armónica.
- Bernie Tormé – Guitarra, Voz líder en "Come Tomorrow".
- John McCoy – Bajo.
- Colin Towns – Teclados, flauta, Voz líder en "Egg Timer".
- Mick Underwood – Batería, percusión.
- Thunderstick – Batería en "Come Tomorrow".

## Posicionamiento en listas
| País           | Lista         | Posición |
| -------------- | ------------- | -------- |
| Reino Unido    | UK Charts     | 3        |
| Estados Unidos | Billboard 200 | 183      |